# Karelo-Fińska Socjalistyczna Republika Radziecka
     kolor ciemnozielony - ziemie Karelskiej ASRR
     ziemie uzyskane od Finlandii po wojnie zimowej
     ziemie uzyskane od Finlandii po wojnie zimowej
     obszary wcielone do Rosyjskiej FSRR po II wojnie światowej

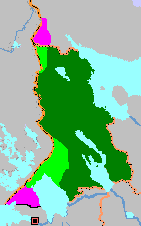
1940–1945:
kolor ciemnozielony - ziemie Karelskiej ASRR
ziemie uzyskane od Finlandii po wojnie zimowej
ziemie uzyskane od Finlandii po wojnie zimowej
1945–1956:
obszary wcielone do Rosyjskiej FSRR po II wojnie światowej

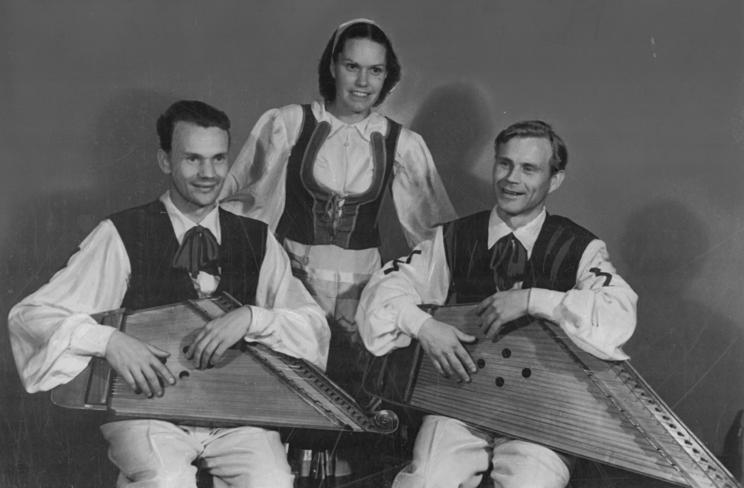
Muzycy, grający na kantele z Karelo-Fińskiej Socjalistycznej Republiki Radzieckiej, na festiwalu w Budapeszcie, 1949 r.

Karelo-Fińska Socjalistyczna Republika Radziecka, Karelo-Fińska SRR (fiń. Karjalais-suomalainen sosialistinen neuvostotasavalta, ros. Карело-Финская Советская Социалистическая Республика) – republika ZSRR istniejąca od 1940 do 1956. Stolicą kraju był Pietrozawodsk (w latach 1941–1944, gdy miasto to było okupowane, stolicą republiki był Biełomorsk).

## Historia
Przekształcenie w 1940 roku Karelskiej Autonomicznej Socjalistycznej Republiki Radzieckiej w Karelo-Fińską Socjalistyczną Republikę Radziecką miało być pierwszym krokiem w kierunku aneksji Finlandii. Zamiary te z powodu nieudanej kampanii wojennej (tzw. wojna zimowa) nie zostały zrealizowane. W Karelo-Fińskiej SRR ludność niekarelska i niefińska stanowiły ok. 80% ogółu ludności, stąd 16 lipca 1956, kilka lat po zaniechaniu planów aneksji Finlandii, ponownie zmieniono status republiki, powracając do stanu sprzed 1940 roku: Karelo-Fińska SRR została włączona do Rosyjskiej FSRR jako Karelska ASRR.

## Politycy
Formalnie od 1940 do 1956 przewodniczącym Karelo-Fińskiej SRR był fiński komunista Otto Ville Kuusinen.

### Przewodniczący Rady Najwyższej
| Imię i nazwisko | Lata rządów                   |
| --------------- | ----------------------------- |
| Mark Gorbaczow  | 31 marca 1940 – 11 lipca 1940 |
| Otto Kuusinen   | 11 lipca 1940 – 16 lipca 1956 |

### Pierwsi sekretarze KC Komunistycznej Partii Karelo-Fińskiej SRR
| Imię i nazwisko      | Lata rządów                         |
| -------------------- | ----------------------------------- |
| Giennadij Kuprijanow | 26 kwietnia 1940 - 25 stycznia 1950 |
| Aleksandr Kondakow   | 25 stycznia - 26 września 1950      |
| Aleksandr Jegorow    | 26 września 1950 - 15 sierpnia 1955 |
| Leonid Lubiennikow   | 16 sierpnia 1955 - 25 lipca 1956    |

### Przewodniczący Rady Komisarzy Ludowych
| Imię i nazwisko     | Lata rządów                |
| ------------------- | -------------------------- |
| I. P. Babkin        | 31 marca 1940 – 1940       |
| Pawieł Prokkonen    | 1940 – luty 1947           |
| Woldemar Wirołajnen | luty 1947 – 24 lutego 1950 |
| Pawieł Prokkonen    | 1950 – 16 lipca 1956       |